# 12977 Nanettevigil
12978 Ivashov è un asteroide della fascia principale. Scoperto nel 1978, presenta un'orbita caratterizzata da un semiasse maggiore pari a 2,557160 UA e da un'eccentricità di 0,198251, inclinata di 27,632357° rispetto all'eclittica. Ha un diametro di 5,978 km.